# エミネント
株式会社 エミネント（EMINENTO INC.）は、東京都中央区日本橋小舟町に本社を置く男性用スラックスの製造・販売をおこなう企業である。1949年創業。
コーポレート・メッセージは「美しく生きる、力になりたい」。

## 会社概要
創業者の髙野匡央により、1949年に大阪・船場にて「越前屋」として創業する。設立当初から紳士用スーツではなく、男性用スラックスでスタートした会社としてその名を知られている。
ドレッシーなスラックスとして知られるイギリスのDAKS（同ブランドのゴルフ用パンツも、日本では同社が取り扱っている）やアメリカのサクソン（同社が長崎県松浦市に構える工場において生産されるスラックスには、「マツーラ」なる名が冠されている）アメリカの有名誌「ペントハウス」とコラボレートした同ブランドのスラックスや、自社ブランドのカルツォーニ・ランブリングなどがある。他にもアメリカのゴルフクラブメーカー、クロイドンとのコラボレートで同ブランドのゴルフ用パンツを製造している。また女性向けパンツとして、自社ブランドのP.T.N.やLEG JOYやE・C・Pなどがあったが、2009年をもって女性用は生産を終了した。
2007年3月より同社の旧社名を冠したブランド「越前屋」のスラックスを販売を開始した。この製品は完全受注生産品である。他にも同年、自社ブランドの「KEYWEST」を、初めてスラックス以外のトータルカジュアルブランドとしてリスタートさせている。

## ラジオCM
TBSラジオで長年にわたり、「エミネント、美しく生きるために。」というCMを放送していたことがある。また同様のラジオCMをMBSラジオでオンエアしていたこともあった。